# Karl-Arnold-Haus

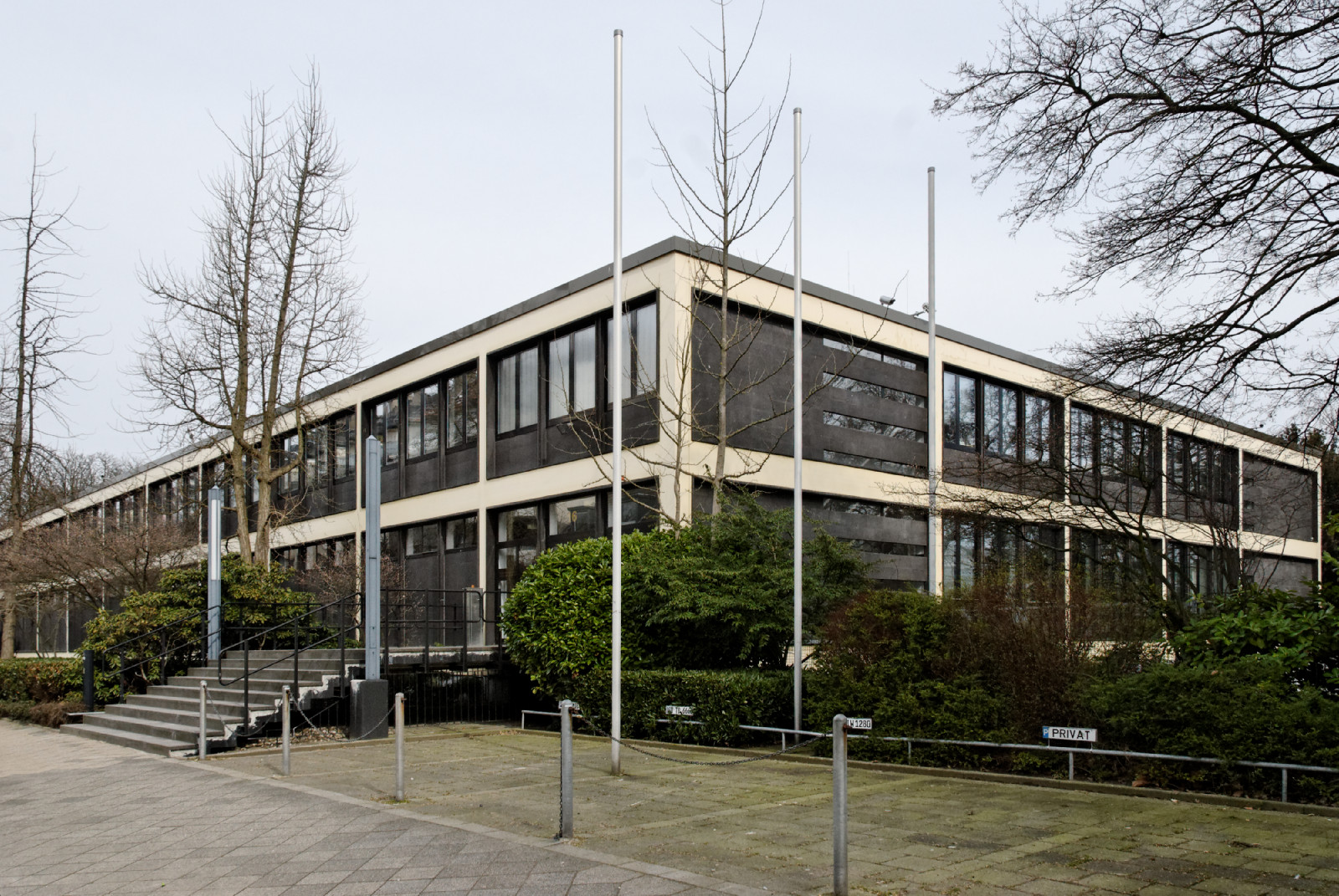
Karl-Arnold-Haus

Das Karl-Arnold-Haus befindet sich an der Palmenstraße 16 in Düsseldorf-Unterbilk, in Nachschaft zum Florapark. Das Haus ist der gemeinsame Sitz der Nordrhein-Westfälischen Akademie der Wissenschaften und der Künste, der Johannes-Rau-Forschungsgemeinschaft und der Landesrektorenkonferenz NRW.

## Beschreibung
Das Gebäude wurde 1958 bis 1960 nach Plänen von Hans Schwippert und Friedrich Kohlmann erbaut. Bauherr war die Stiftung „Haus der Wissenschaften“. Das Gebäude wurde errichtet als Sitz der Arbeitsgemeinschaft für Forschung, heute „Nordrhein-Westfälische Akademie der Wissenschaften und der Künste“, und wurde nach ihrem Gründer, dem damaligen Ministerpräsidenten Karl Arnold, benannt. Das langgestreckte und zweigeschossige Gebäude ist ein Stahlbetonskelettbau, der außen in hellem Gelbton gestrichen ist. Das außen ursprünglich blattvergoldete Rahmenwerk wird mit Fenstern ausgefüllt, wobei die Fensterrahmen aus Bronze sind. Die Brüstungsfelder sind mit Basaltlavastein gefüllt. Das Zentrum des Hauses bilden zwei Sitzungssäle für 400 und 80 Personen. Der kleinere Diskussionssaal ist kreisrund, der größere Kongresssaal ist rechteckig mit konzentrischer Bestuhlung. Beide Säle werden durch ein umlaufendes durchgehendes Raumband von Foyers umgeben.